# 乔治·皮博迪
乔治·皮博迪（英語：George Peabody，1795年2月18日—1869年11月4日），是一位美国企业家和慈善家，被誉为「现代慈善业之父」。

## 生平
1795年出生在美国马萨诸塞州贫穷家庭，早年靠买卖干货糊口，之后涉足银行业。1837年搬去英国伦敦，逐渐成为一名叱咤风云的银行家。由于没有直系子嗣1854年他将资产转让给合作人朱尼厄斯·斯宾塞·摩根，他们共同经营公司在他退休后1864年成为JP摩根集团。
晚年凭借其慷慨的慈善事业为人称道，他在英国成立了皮博迪信托，在美国巴尔的摩成立皮博迪学院和乔治皮博迪图书馆，在美国耶鲁大学成立皮博迪自然史博物馆。由于其卓越慈善贡献被授予国会金质奖章和伦敦荣誉市民称号。

## 家庭
外甥是美国古生物学家奥塞内尔·查利斯·马什。

## 画廊

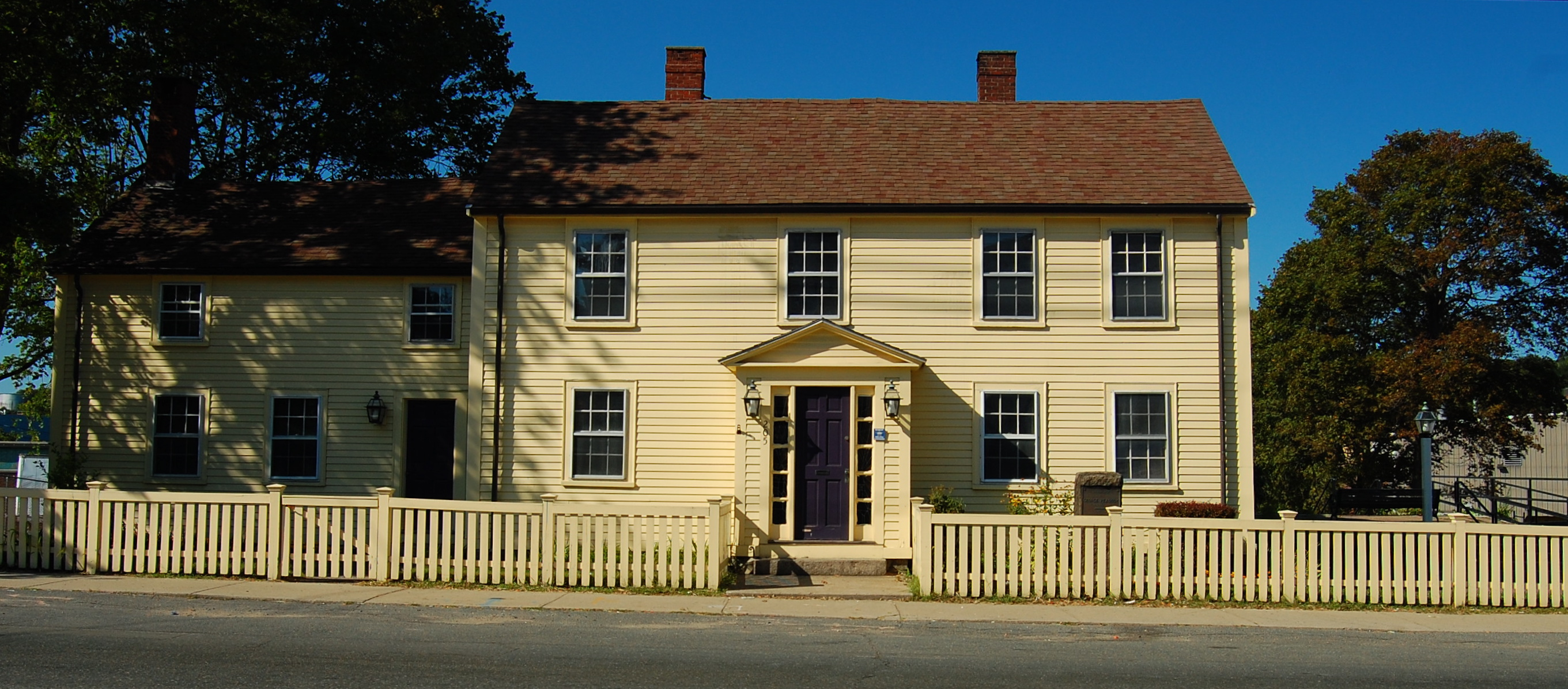
出生地，建成博物馆
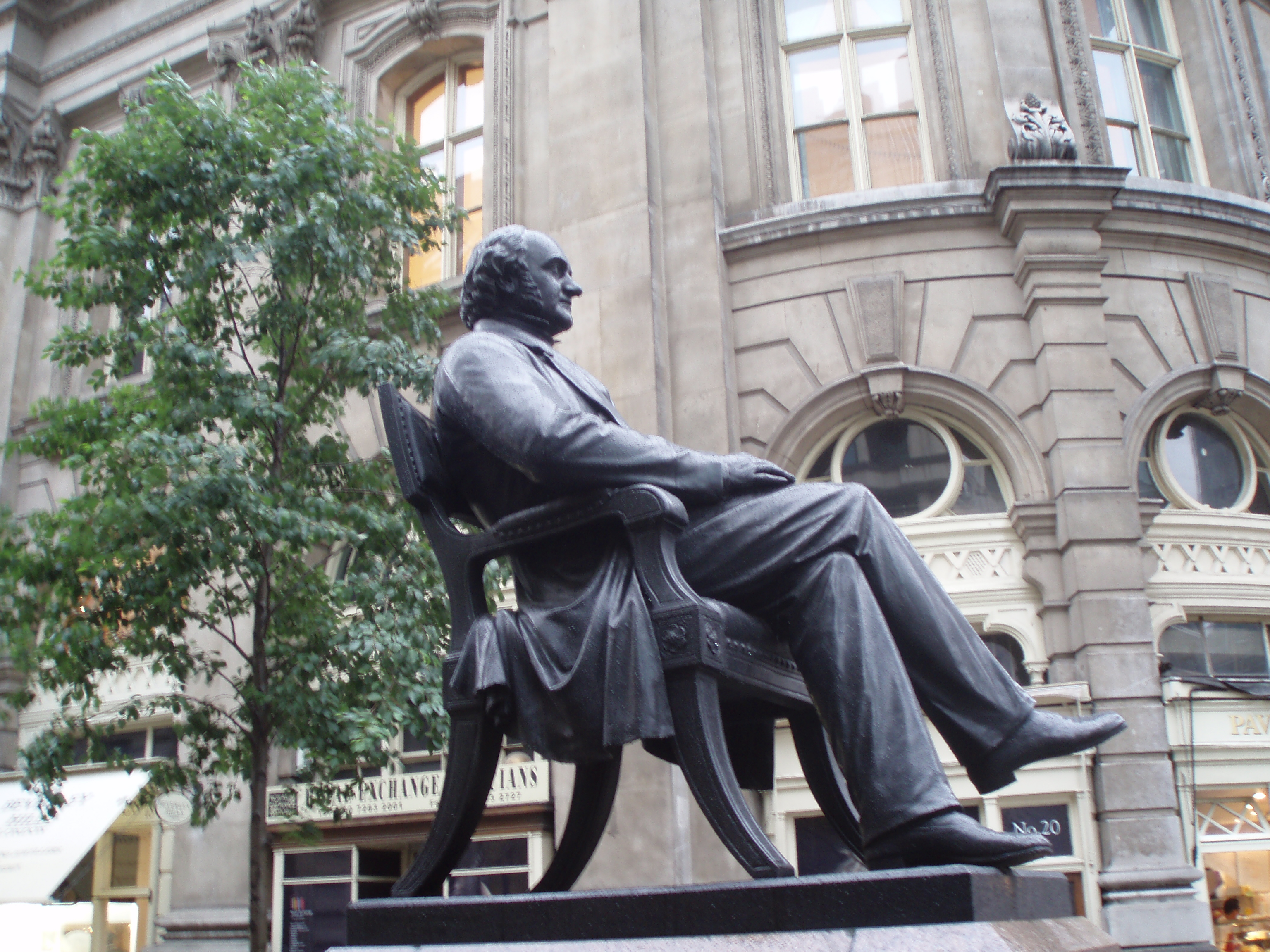
皇家交易所前的铜像
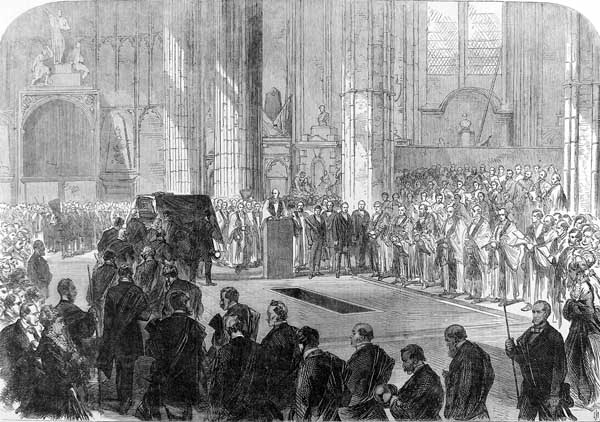
在威斯敏斯特教堂的葬礼